# Euphémius de Constantinople
Pour Euphémius, officier byzantin, stratège de Sicile, mort en 828, voir Euphèmios.
Euphémius (en grec Εύφήμιος), appelé aussi en français Euphème, fut patriarche de Constantinople de 490 à 496.

## Biographie
C'était un Syrien originaire d'Apamée ; avant son avènement, prêtre de l'Église de Constantinople, il était administrateur d'un hospice pour les pauvres à Néapolis, localité proche de la capitale.
Il succéda au patriarche Fravitas, mort en mars 490 après un pontificat de seulement quatre mois. Celui-ci avait déjà écrit au pape Félix III pour tenter de renouer les liens après la rupture de 484 due à la promulgation de l'Hénotique par le patriarche Acace. Euphémius lui-même était un partisan convaincu du concile de Chalcédoine : il rompit la communion avec le patriarche d'Alexandrie qui acceptait l'Hénotique, mais l'interprétait dans le sens d'une annulation du concile litigieux, et rétablit le pape sur les diptyques de son Église. Il fit valoir ces mesures auprès de Félix III, mais ce dernier répondit de manière intransigeante : il exigeait, non seulement que l'Hénotique fût abrogée, mais qu'Acace fût rayé des diptyques comme hérétique. Ce dernier point pouvait causer de grands troubles dans l'Église de Constantinople, relativement aux personnes qui avaient été baptisées ou ordonnées par Acace. En fait, Euphémius était dans l'incapacité de satisfaire les exigences du pape.
L'empereur Zénon mourut le 9 avril 491, sans fils survivant. Son frère Longin pouvait espérer lui succéder, mais l'impératrice Ariane, soutenue par le sénat, mit en avant un fonctionnaire de second ordre (appartenant au corps des « silentiaires »), un homme de soixante-et-un ans appelé Anastase. C'était un homme très pieux, assistant très souvent à des offices religieux même nocturnes, et féru de théologie. Il était rangé parmi ceux qu'on appelait les « hésitants » (διακρινόμενοι), qui sympathisaient en fait avec les monophysites et exprimaient de la défiance à l'égard du patriarcat. C'était au point qu'en 488 il se trouvait à Antioche à la mort de Pierre le Foulon et qu'on avait failli l'élire comme successeur, tant il inspirait confiance aux monophysites. De retour à Constantinople, il manifesta une attitude très critique à l'égard d'Euphémius et se mêlait même de venir prêcher dans un coin de Sainte-Sophie. L'apprenant, Euphémius fit cesser cette prédication.
Pendant les jours où se décida la succession de Zénon, Euphémius se montra très hostile à Anastase, essayant de dissuader l'impératrice et le sénat de le placer sur le trône. Voyant qu'il ne pourrait pas empêcher son avènement, il exigea de lui un document écrit et signé disant qu'il ne changerait rien à la foi et maintiendrait la validité du concile de Chalcédoine ; sinon, il refusait de le couronner. Anastase dut s'exécuter, mais un rapport de franche détestation s'établit d'emblée entre le nouvel empereur et le patriarche.
Les Isauriens, compatriotes de Zénon et de son frère Longin, et très nombreux dans la capitale, furent très mécontents de la succession, et ils étaient appuyés par les deux principales factions du cirque, les Bleus et les Verts. Longin fut arrêté et exilé en Égypte, où on lui imposa la prêtrise, et les Isauriens expulsés en masse de Constantinople. Se mettant en état d'insurrection, ils tentèrent de marcher sur la capitale, mais furent repoussés et se réfugièrent dans les monts Taurus, où leur révolte dura plus de six ans. Parmi eux se trouvait Conon, métropolite d'Apamée (ville d'origine d'Euphémius), qui était Isaurien de naissance et avait abandonné sa charge pour participer à l'insurrection.
À Constantinople, Euphémius, voulant pousser son avantage, réunit peu après l'avènement d'Anastase un synode où fut reproclamée solennellement la validité du concile de Chalcédoine. Mais l'empereur mécontent commença très vite à faire courir le bruit que le patriarche, nommé sous Zénon, était partisan de Longin, et de mèche avec les Isauriens. Du côté de la papauté, les choses ne s'arrangeaient pas : à Félix III succéda le 1er mars 492 Gélase Ier, qui était de toute façon l'inspirateur de la politique d'intransigeance sous le pontificat précédent. Le nouveau pape s'abstint de notifier son élévation à Euphémius ; celui-ci lui envoya une lettre de reproche au ton très conciliant ; il s'attira une réplique extrêmement dure.
Anastase insista de plus en plus auprès d'Euphémius pour qu'il lui rende le document qu'il lui avait fait signer avant son couronnement, et qui était enfermé aux archives du patriarcat. Euphémius refusait obstinément. Les accusations de trahison portées contre le patriarche allèrent au point qu'une tentative d'assassinat eut lieu contre lui. Au printemps 496, l'empereur parvint à réunir dans la capitale un synode d'évêques qui proclama la déchéance d'Euphémius. Celui-ci, réfugié dans le baptistère de la cathédrale et craignant pour sa vie, n'en sortit qu'avec la promesse solennelle d'Anastase qu'aucune violence ne lui serait faite. Il fut exilé aux Euchaïta, dans la province du Pont, et mourut finalement en 515 à Ancyre. Flavien, le patriarche d'Antioche, et Élie, celui de Jérusalem, ne reconnaissant pas sa déposition, continuèrent à le considérer comme le patriarche de Constantinople légitime.